# جان اس. باربر جونیور
جان اس. باربر جونیور (به انگلیسی: John S. Barbour, Jr.) سناتور سابق عضو حزب دموکرات ایالات متحده آمریکا بود. وی در سال ۱۸۸۹ تا ۱۸۹۲ میلادی سناتور ایالت ویرجینیا در سنای ایالات متحده آمریکا بود.